# Freixiel
Freixiel é uma povoação portuguesa sede da Freguesia de Freixiel do Município de Vila Flor, freguesia com 33,18 km² de área e 527 habitantes (censo de 2021), tendo, por isso, uma densidade populacional de 15,9 hab./km².
Fica a 12 km de Vila Flor, e tem como freguesias vizinhas Vilas Boas, Mogo de Malta, Candoso, Samões, Abreiro, Pereiros, Navalho e Zedes.
Foi uma importante comenda da Ordem do Hospital de São João de Jerusalém, de Rodes e de Malta, ou, simplesmente, Ordem de Malta, como é hoje mais conhecida.
Freixiel foi vila e sede de concelho até 1836. Este era constituído pelas freguesias de Freixiel, Mogo de Malta e Pereiros. No ano de 1801 este concelho tinha 1339 habitantes.

## Demografia
A população registada nos censos foi:
| Distribuição da População por Grupos Etários | Distribuição da População por Grupos Etários | Distribuição da População por Grupos Etários | Distribuição da População por Grupos Etários | Distribuição da População por Grupos Etários |
| -------------------------------------------- | -------------------------------------------- | -------------------------------------------- | -------------------------------------------- | -------------------------------------------- |
| Ano                                          | 0-14 Anos                                    | 15-24 Anos                                   | 25-64 Anos                                   | > 65 Anos                                    |
| 2001                                         | 94                                           | 104                                          | 363                                          | 260                                          |
| 2011                                         | 47                                           | 53                                           | 305                                          | 235                                          |
| 2021                                         | 24                                           | 34                                           | 220                                          | 249                                          |

## Património
- Pelourinho de Freixiel (IIP)
- Antiga Forca de Freixiel (IIP)
- Fonte Romana
- Capela de Nossa Senhora do Rosário (Freixiel)
- Igreja de Santa Maria Madalena

## Personalidades ilustres
- Graça Morais (1948 — ), pintora que tem ali um ateliê

## Galeria

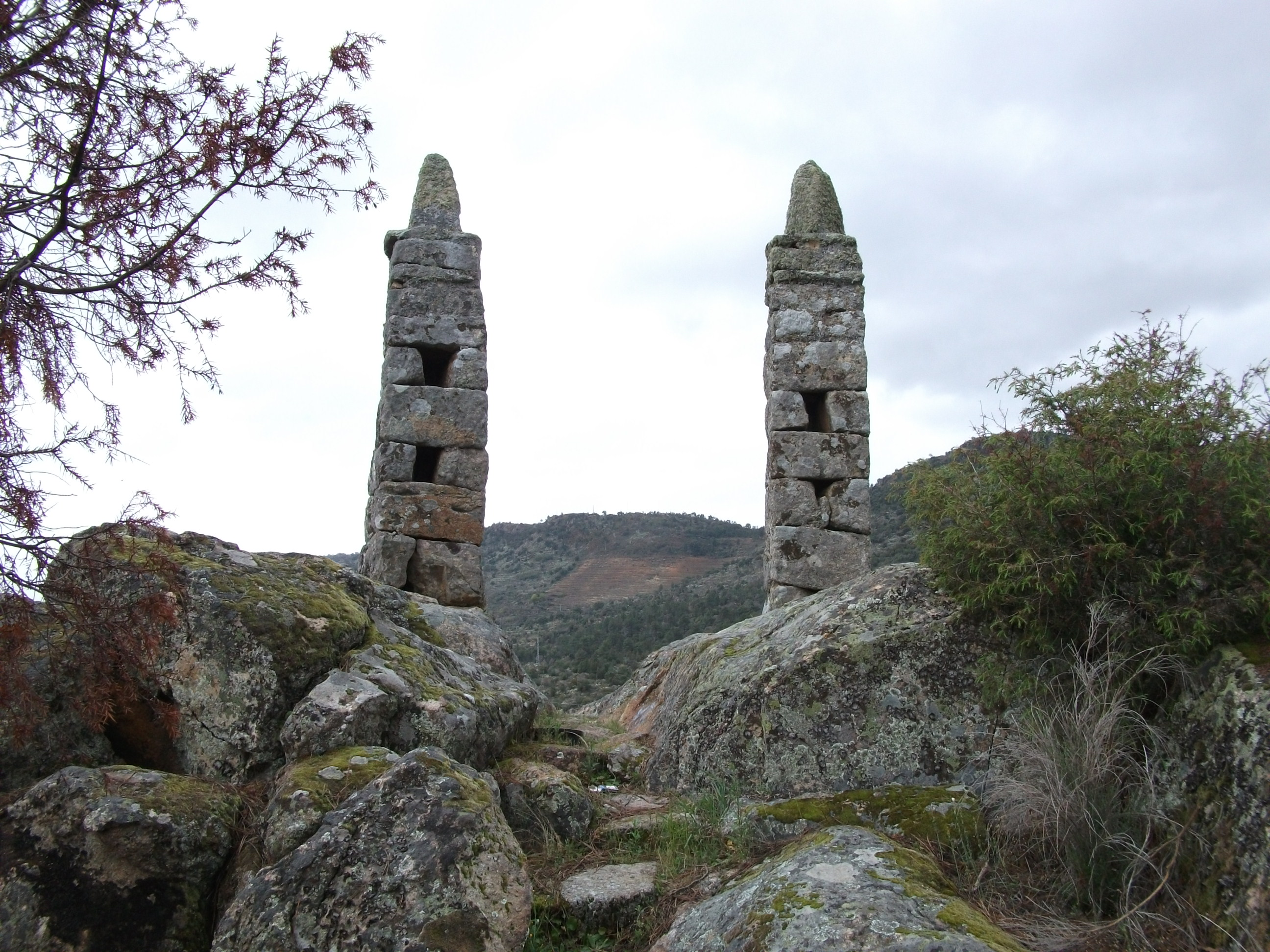
A Forca de Freixiel